# Gulbrun papegojnäbb
Gulbrun papegojnäbb (Suthora fulvifrons) är en fågel i familjen papegojnäbbar inom ordningen tättingar.

## Utseende
Denna art är en liten papegojnäbb med en kroppslängd på 12-12,5 centimeter. Huvud, övre vingtäckare, flanker, övergump och stjärt är alla djupt gulbruna, med ett svart ögonbrynsstreck och vit buk. Könen är lika och ungfågeln liknar de adulta men är mörkare, framför allt under.

## Utbredning och systematik
Gulbrun papegojnäbb förekommer i bergsskogar i Asien, mellan 2440 och 3660 meters höjd, oftast ovanför 2700 men ibland ner till 1700. Den tros inte vara en flyttfågel. Arten delas in i fyra underarter med följande utbredning:
- fulvifrons – Nepal, Sikkim och Bhutan
- chayulensis – sydöstra Tibet och nordöstra Myanmar
- albifacies – sydvästra Kina (sydöstra Qinghai och nordvästra Yunnan)
- cyanophrys – sydvästra Kina (västra Sichuan, sydöstra Gansu och södra Shaanxi)

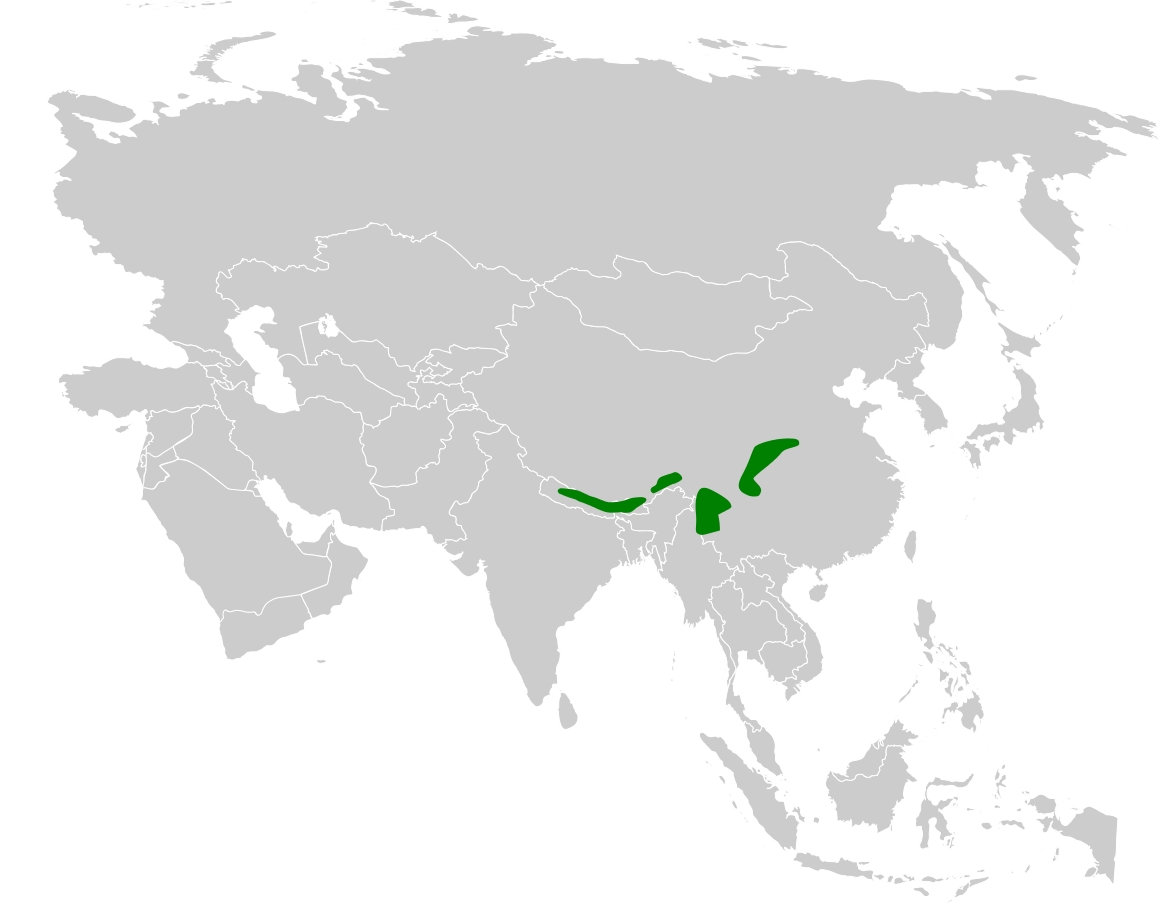
Gulbruna papegojnäbbens utbredningsområde.

### Släktestillhörighet
Tidigare inkluderades alla papegojnäbbar förutom större papegojnäbb i Paradoxornis. DNA-studier visar dock att större papegojnäbb och den amerikanska arten messmyg (Chamaea fasciata) är inbäddade i släktet. Paradoxornis har därför delats upp flera mindre släkten. Initialt placerades gulbrun papegojnäbb med släktingar i släktet Sinosuthora, men detta har sedermera inkluderats i Suthora.

### Familjetillhörighet
DNA-studier visar att papegojnäbbarna bildar en grupp tillsammans med den amerikanska arten messmyg, de tidigare cistikolorna i Rhopophilus samt en handfull släkten som tidigare också ansågs vara timalior (Fulvetta, Lioparus, Chrysomma, Moupinia och Myzornis). Denna grupp är i sin tur närmast släkt med sylvior i Sylviidae och har tidigare inkluderats i den familjen. Enligt sentida studier skilde sig dock de båda grupperna sig åt för hela cirka 19 miljoner år sedan, varför tongivande International Ornithological Congress (IOC) numera urskilt dem till en egen familj, Paradoxornithidae. Denna linje följs här.

## Levnadssätt
Fågeln är en bambuspecialist som uteslutande lever bland bestånd av bambu inom eller kring skogar. Den lever av bambuknoppar, men även björkknoppar, små frön och insekter. Utanför häckningstid formar de flockar om upp till 20-30 individer.

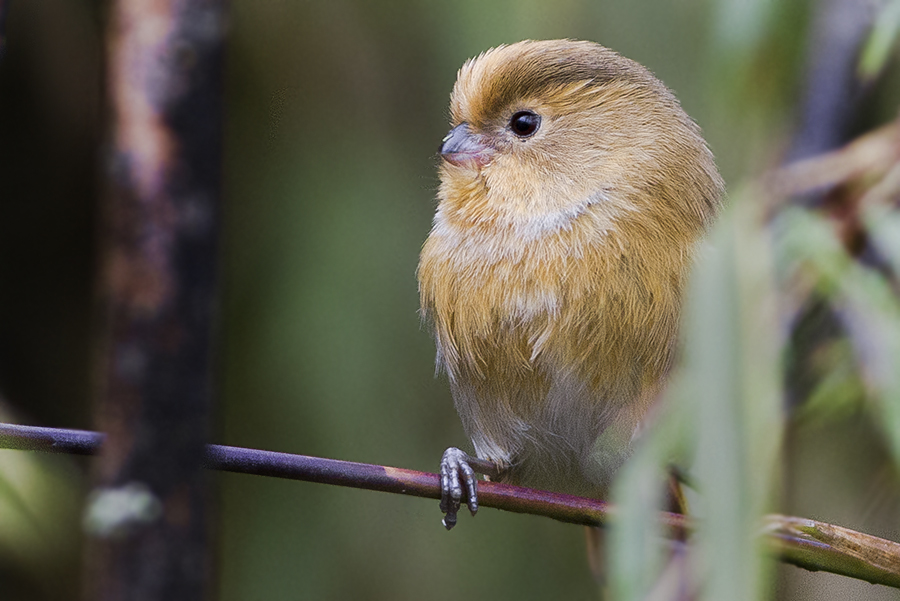

Hanen och honan hjälps åt att bygga det skålformade boet av bambublad, små rötter och mossa. Boet placeras i täta bambustånd mellan 0,7 och 1,9 meter ovan mark. Däri lägger fågeln i snitt 3,3 ljus blå ägg. Båda föräldrar ruvar och tar hand om ungarna. Häckningsframgången är relativt liten, möjligen på grund av störningar från människan.

## Status och hot
Arten har ett stort utbredningsområde och en stor population, men tros minska i antal till följd av habitatförstörelse och fragmentering, dock inte tillräckligt kraftigt för att den ska betraktas som hotad. Internationella naturvårdsunionen IUCN kategoriserar därför arten som livskraftig (LC). Världspopulationen har inte uppskattats men den beskrivs som ovanlig till ganska vanlig.